# Powiat rudecki
Powiat rudecki – powiat województwa lwowskiego II Rzeczypospolitej. Jego siedzibą było miasto Rudki. 1 sierpnia 1934 r. dokonano nowego podziału powiatu na gminy wiejskie.

## Starostowie
- Kazimierz Lenczewski (lata 20.)[2]
- dr Kazimierz Rościszewski (1927[3] – 9 XI 1928[4])
- Ludwik Wałecki (od 1929 kierownik, od 1930 starosta)[5][6][7]
- Jerzy Sarnecki (1937, 1938)[8][9][10][11]

Zastępcy
- Jan Scherff (1929-1932)[12][13][14]
- Włodzimierz Dżugan (1932-)[15]

## Gminy wiejskie w 1934 r.
- gmina Hoszany
- gmina Komarno
- gmina Koniuszki Siemianowskie
- gmina Kupnowice Nowe
- gmina Podzwierzyniec
- gmina Pohorce

## Miasta
- Komarno
- Rudki